# 卡盧梅特城 (伊利諾伊州)
卡盧梅特城（英語：Calumet City）是一個位於美國伊利諾伊州庫克縣的城市。

## 地理
卡盧梅特城的座標為41°36′51″N 87°32′47″W / 41.61417°N 87.54639°W，而該地的平均海拔高度為180米（即591英尺）。

## 人口
根據2010年美國人口普查的數據，卡盧梅特城的面積為18.92平方千米，當中陸地面積為18.60平方千米，而水域面積為0.32平方千米。當地共有人口37042人，而人口密度為每平方千米1,957.82人。